# Bożejewo Stare (gromada)
Bożejewo Stare (pod koniec Stare Bożejewo)  – dawna gromada, czyli najmniejsza jednostka podziału terytorialnego Polskiej Rzeczypospolitej Ludowej w latach 1954–1972.
Gromady, z gromadzkimi radami narodowymi (GRN) jako organami władzy najniższego stopnia na wsi, funkcjonowały od reformy reorganizującej administrację wiejską przeprowadzonej jesienią 1954 do momentu ich zniesienia z dniem 1 stycznia 1973, tym samym wypierając organizację gminną w latach 1954–1972.
Gromadę Bożejewo Stare z siedzibą GRN w Bożejewie Starym utworzono – jako jedną z 8759 gromad – w powiecie łomżyńskim w woj. białostockim, na mocy uchwały nr 18/V WRN w Białymstoku z dnia 4 października 1954. W skład jednostki weszły obszary dotychczasowych gromad Bożejewo Stare, Bożejewo Nowe, Kramkowo, Srebrowo i Mrówki ze zniesionej gminy Bożejewo w tymże powiecie. Dla gromady ustalono 12 członków gromadzkiej rady narodowej.
31 grudnia 1959 do gromady Bożejewo Stare przyłączono wsie Kokoszki i Nieławice ze znoszonej gromady Kotowo-Plac oraz wsie Olszyny, Olszyny-Parcele i Taraskowo ze zniesionej gromady Olszyny.
31 grudnia 1961 do gromady Bożejewo Stare przyłączono wieś Janczewo oraz PGR Janczewo ze zniesionej gromady Bronowo.
Gromada przetrwała do końca 1972 roku, czyli do kolejnej reformy gminnej.